# أي أوريكاسا
أي أوريكاسا (折笠愛 أوريكاسا أي) (اسمها الحقيقي كيكوي أوريكاسا (折笠きく江 أوريكاسا كيكوي)) هي مؤدية أصوات يابانية ولدت في 12 ديسمبر 1963 في طوكيو.

## أدوارها في الأنمي

### مسلسلات أنمي تلفزيونية
- عهد الأصدقاء - روميو
- تينشي ميو - ريوكو
- التقرير المتنقل الجديد جاندام وينج - كاتر رابربا وينر
- حكاية بوبولوكرويس - الأمير بييترو
- يو يو هاكوشو - شيزورو كوابارا، كوتو
- جرافيتيشن - توما سيغوتشي
- كلايمور - جالاتيا
- المحقق كونان - ميتسو
- إينوياشا - جاكوتسو
- بي بليد - حيان
- بي بليد ج3 - حيان
- جانكن مان - جانكن مان
- شيكي - تشيزورو كيريشيكي
- حفيد نوراريهيون - كاغيباري أونّا
- ماريا هوليك ألايف - أيرين ماريا شيدو
- سلسلة "مونوغاتاري" الموسم الثاني - والدة كويومي أراراغي
- حرب ساكورا - أيامي فوجييدا
- سول إيتر نوت! - ميزري
- كيشين هوكو ديمونبين - نايا
- معرض الفن المزيف - ماريان

### أنمي الإنترنت
- هيتاليا Axis Powers - سيلاند

### أوفا أنمي
- التقرير المتنقل الجديد جاندام وينج: إندليس والتز - كاتر رابربا وينر
- فانتوم: ريكوييم فور ذا فانتوم - ليزي غارلاند
- تيلز أوف سيمفونيا ذي أنيميشن: فصل سيلفارانت - جينيس سيج
- تيلز أوف سيمفونيا ذي أنيميشن: فصل تيثيالا - جينيس سيج
- تيلز أوف سيمفونيا ذي أنيميشن: فصل اتحاد العوالم - جينيس سيج

### أفلام أنمي
- هيتاليا: الشاشة الفضية Paint it, White - سيلاند

## أدوارها في ألعاب الفيديو
- تيلز أوف سيمفونيا - جينيس سيج
- تيلز أوف سيمفونيا: دون أوف ذا نيو وورلد - جينيس سيج

## وصلات خارجية
- أي أوريكاسا على موقع IMDb (الإنجليزية)
- أي أوريكاسا على موقع ميوزك برينز (الإنجليزية)
- أي أوريكاسا على موقع ديسكوغز (الإنجليزية)
- أي أوريكاسا على موقع قاعدة بيانات الفيلم (الإنجليزية)
- أي أوريكاسا على موقع كينوبويسك (الروسية)
- أي أوريكاسا على موقع ANN person (الإنجليزية)